# Pakse
Pakse (laosky ປາກເຊ) je nejdůležitějším městem v jižním Laosu, hlavním městem provincie Čampasak. Má zhruba 70 tisíc obyvatel. Nachází se na levém břehu řeky Mekong, u ústí jejího přítoku, řeky Se.

## Historie
Město bylo založeno roku 1905 Francouzskou administrativní správou a brzy stalo se hlavním městem provincie Čampasak. Po stavbě mostu přes řeku Mekong se Pakse stalo komerčním centrem Laosu. V roce 2009 bylo také dokončeno místní letiště.

## Obrázky

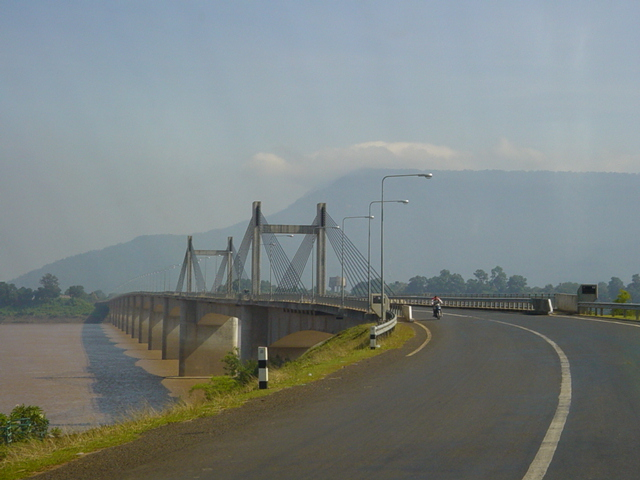
Most nad řekou Mekong
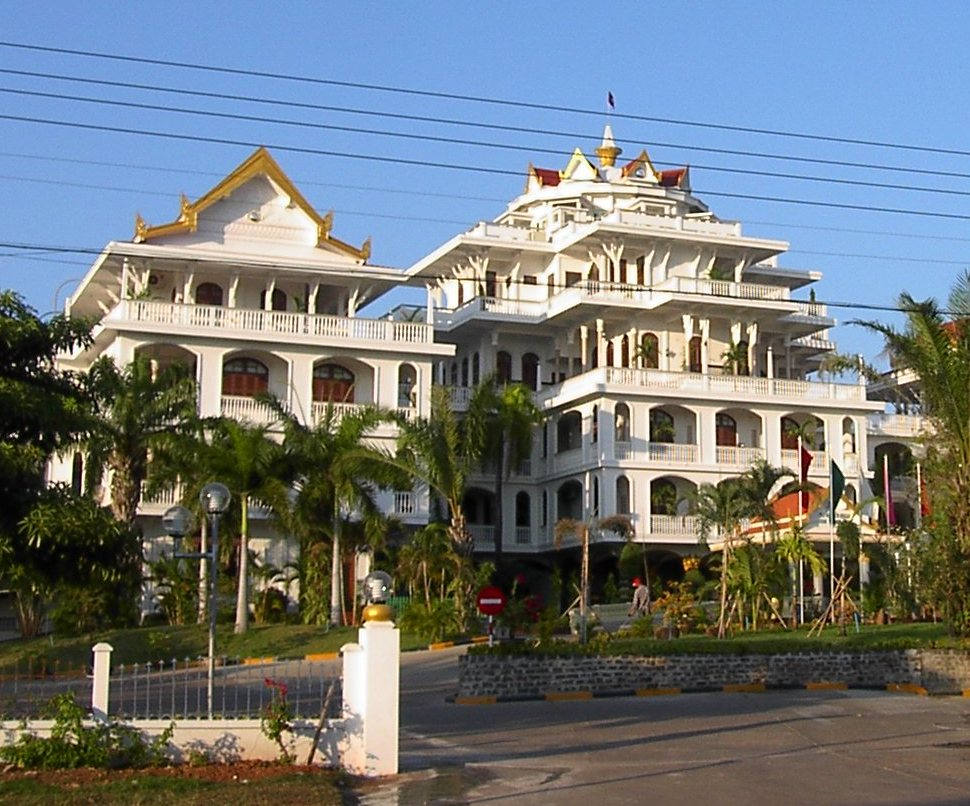
Královský palác
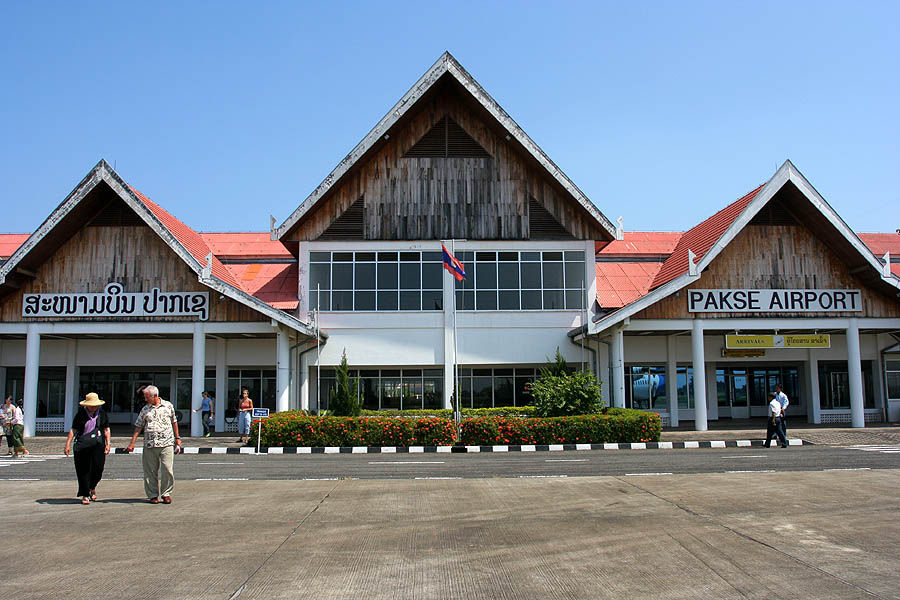
Letiště
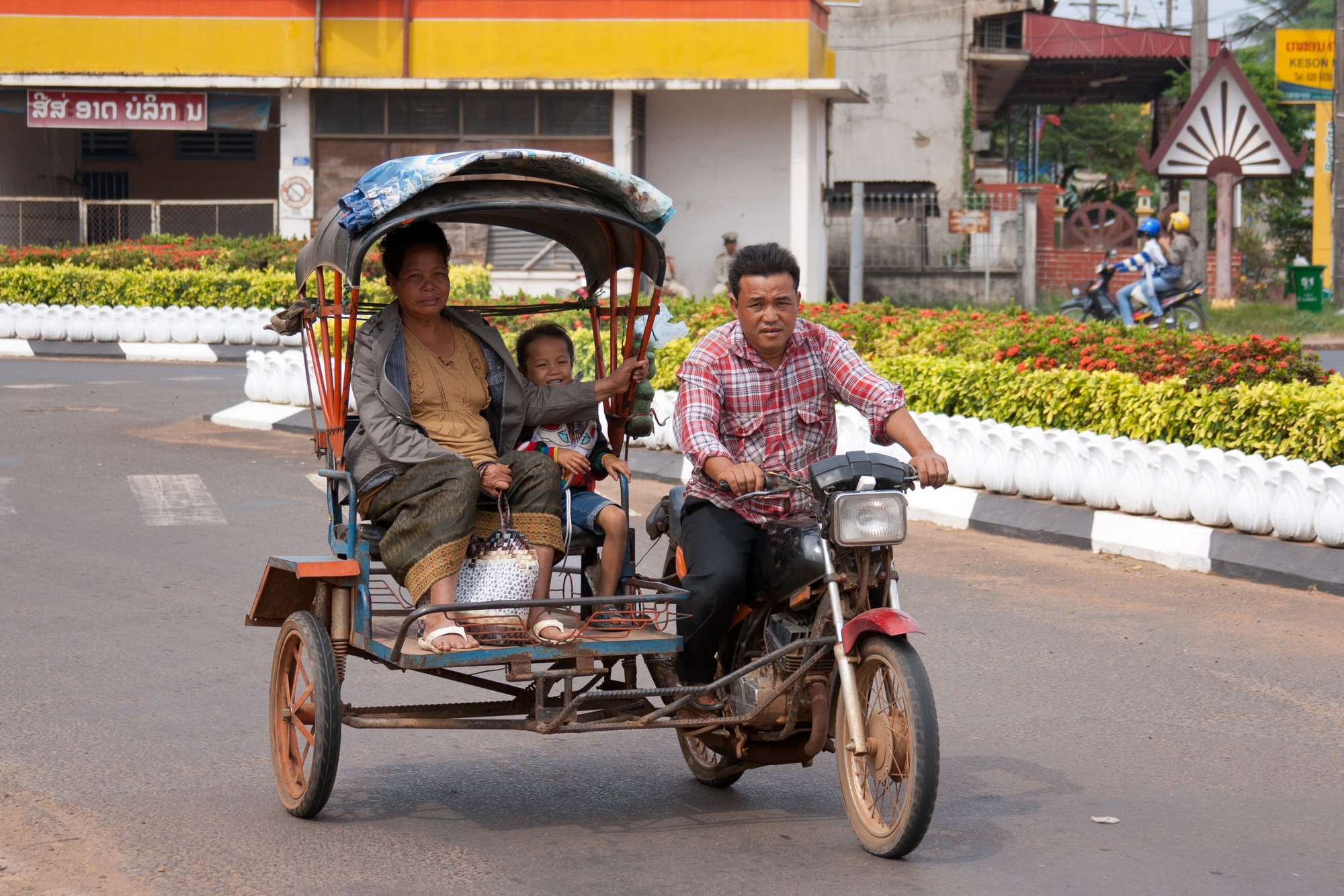
Bryčka na ulici